# Georgie (Film)
Georgie (Originaltitel: Scrapper, englisch für „Schläger“) ist ein britisches Jugend-Filmdrama von Charlotte Regan aus dem Jahr 2023.
Die Uraufführung fand am 23. Januar 2023 beim 39. Sundance Film Festival statt, wo das Werk den Hauptpreis im internationalen Spielfilmwettbewerb gewann. In Deutschland hatte der Film im Oktober 2023 beim Filmfest Hamburg seine Premiere.

## Handlung
Die 12-jährige Georgie lebt allein in ihrer Londoner Wohnung und füllt den Tag mit ihrer Fantasie aus. Sie manövriert sich geschickt durch die harten Lebensumstände nach dem Tod ihrer Mutter, findet kreative Wege, um sich selbst zu versorgen und hält dabei sowohl die Sozialbehörden als auch ihre Trauer in Schach. Sie erfindet einen erwachsenen Betreuer, „Onkel Winston Churchill“, und hält sich mit ihrem Freund Ali durch den Verkauf gestohlener Fahrräder über Wasser. In ihrer unverarbeiteten Trauer baut sie einen magischen Gedenkturm aus Schrott im Zimmer ihrer Mutter und sieht sich nachts immer wieder die letzte Nachricht ihrer Mutter auf ihrem Smartphone an.
Die Dinge nehmen eine unerwartete Wendung, als plötzlich ein Mann auftaucht, der sich als ihr Vater Jason (Harris Dickinson) entpuppt. Als klar wird, dass der Vater bei Georgie einzieht, wird ihre unabhängige Existenz auf den Kopf gestellt. Hieraus entwickelt sich eine einfühlsame Vater-Tochter-Geschichte, in der nicht immer klar ist, wer Kind und wer erwachsen ist.
Die Handlung wird durch collagenhaft eingefügte Gesprächspassagen von Nachbarn, Schulkameraden und Betreuern Georgies kommentiert.

## Hintergrund
Scrapper ist das Spielfilmdebüt der britischen Regisseurin und Drehbuchautorin Charlotte Regan nach einer Reihe von Low-Budget-Musikvideos in der Londoner Rap-Szene und preisgekrönten Kurzfilmen.
Laut Ankündigungstext des Frauenfilmfestivals Dortmund/Köln stehe der englische Titel Scrapper für Improvisationstalent, Entschlossenheit und Kampfgeist gegenüber Widrigkeiten. „Andere Definitionen verweisen auf den Umgang mit Schrott, das Sammeln von ungewollten Gegenständen oder, wie beim Scrapbooking, eine Form der Erinnerungsarbeit – das Bewahren und Archivieren.“

## Veröffentlichung und Rezeption
Die Sundance-Festivaljury begriff Scrapper als „charmanten und einfühlsamen Film voller Integrität und Leben“ sowie als „ergreifende Studie über Trauer“. Sie pries die „ehrlichen und aufrichtigen Darstellerleistungen, die starke Regie, die spielerische Kameraarbeit und das beeindruckende Drehbuch“. Im Juli 2022 war der Film zum Galway Film Festival eingeladen, 2023 war Georgie bei den British Independent Film Awards (BIFA) in mehreren Kategorien nominiert, im April 2024 wurde der Film im Internationalen Debüt-Spielfilm-Wettbewerb des Internationalen Frauen Film Fest Dortmund/Köln gezeigt. 
Die zwölfjährige Zuschauerin Lenja rezensierte den Film am 6. Oktober 2023 auf dem Kinderkinoblog zum MICHEL Kinder und Jugend Filmfest. Sie habe die Trauer um den Verlust der Mutter spüren können und zeigte sich berührt von der Freundschaft zwischen Georgie und Ali und wie es Georgie gelungen sei, sich anderen Menschen wieder zu öffnen. 
Oliver Armknecht stellte auf der Webseite film-rezensionen.de fest, dass die Geschichte zwar recht schlicht sei, und man sich darüber wundern dürfe, „wie ein kriminelles Leben als lustig und irgendwie süß“ verkauft werde. „Aber bei einem derart charismatischen Duo“ wolle „man sich mit so Nebensächlichkeiten wie Gesetzen und Regeln nicht befassen.“ Dafür sei es einfach zu schön, wie Vater und Tochter „nach anfänglichen Stolpersteinen erst den Weg zueinander“ fänden „und anschließend einen, der sie durch die Welt“ führe.
Peter Bradshaw vom Guardian fand, Scrapper sei die Art von britischem Sozialrealismus, der manchmal „seltsam unwirklich“ wirke – im Fall von Georgie sei dies jedoch offenkundig absichtlich geschehen, denn die Regisseurin schweiße die Handlung mit viel Komik und Fantasie zusammen.
Niklas Michels zieht für Kino-Zeit das Resumé, man solle sich „bei aller Begeisterung nicht ganz um den Finger wickeln lassen. Georgies Vergebungslaune gegenüber ihrem abgehauenen Vater“ sei nach Meinung des Rezensenten mit der Sympathie identisch, die das Publikum für den Schauspieler Harris Dickinson mitbringe. Michels stellt dazu die provokante Frage, was eine andere Besetzung der Rolle bewirkt hätte. Der Film sei „so auf Versöhnung aus“, dass Georgies „anarchistische Kraft“ im „Nichts“ verpuffe.

## Auszeichnungen
- 2023: Großer Preis der Jury für den besten ausländischen Spielfilm beim Sundance Film Festival 2023[4]
- 2023: European Young Audience Award bei den European Film Awards 2023[9]